# Lancia Omicron
Der Lancia Omicron des italienischen Kraftfahrzeugherstellers Lancia wurde sowohl als Omnibus wie auch als Lkw  gebaut. Außer den Omnibusaufbauten, die hauptsächlich auf dem  Omicron-Fahrgestell montiert wurden, gab es allerdings nur wenige Lastwagen mit diesem Unterbau. Insgesamt entstanden zwischen 1927 und 1936 auf dem Omicron-Rahmen 611 Fahrzeuge. Allein in der Stadt Rom waren 286 Lancia Omicron als Linienbus unterwegs.

## Technik

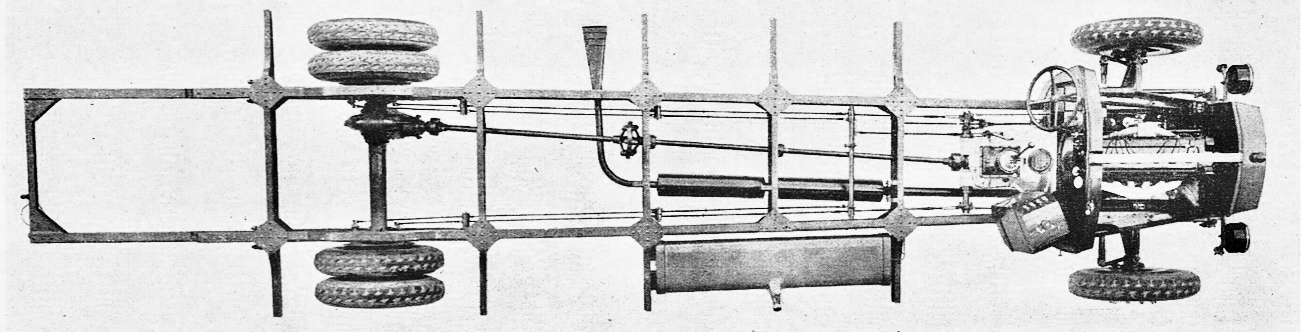
Lancia-Omicron-Chassis
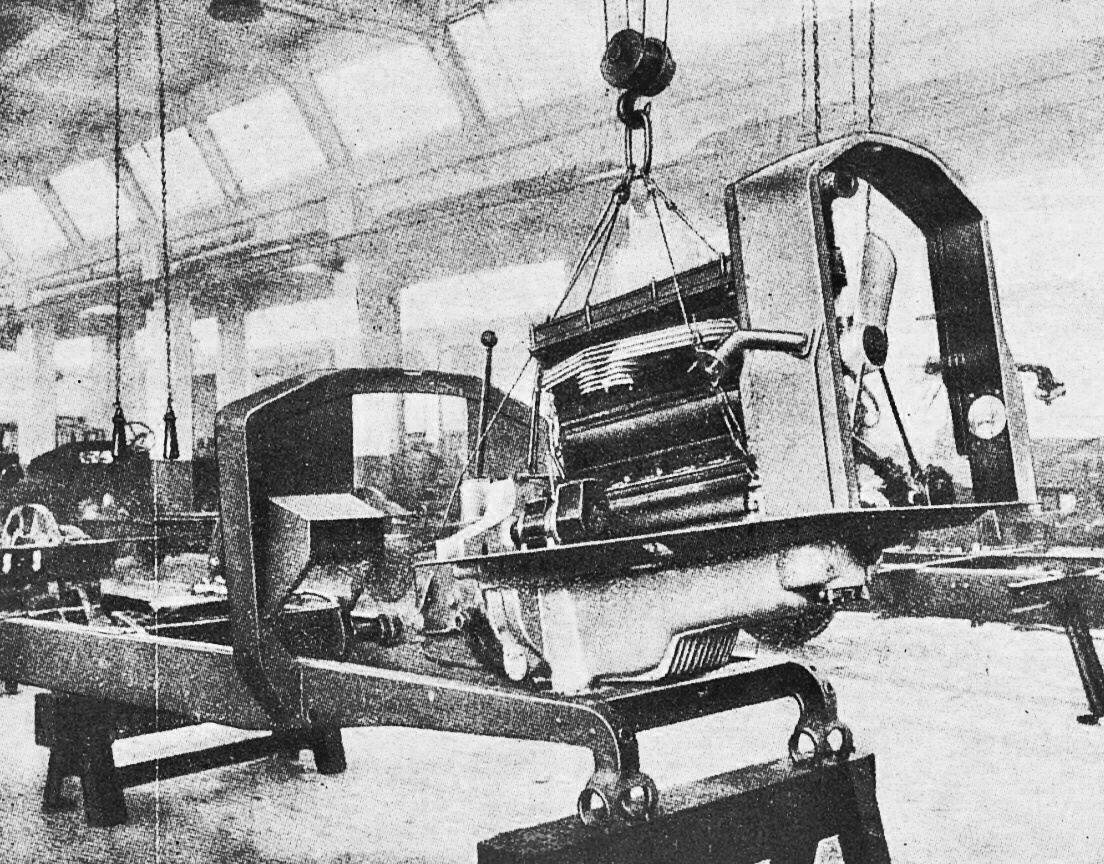
Lancia-Omicron-„Hochzeit“ um 1929
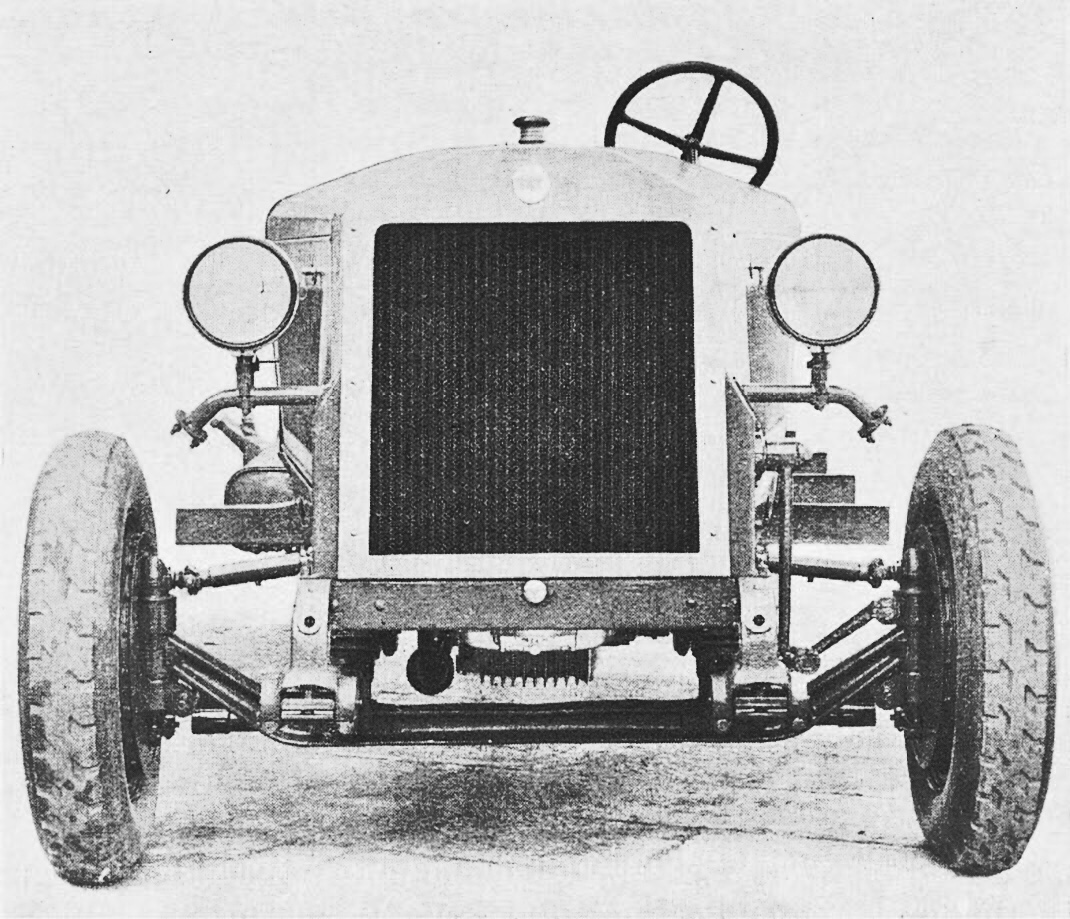
Lancia-Omicron-Front um 1929
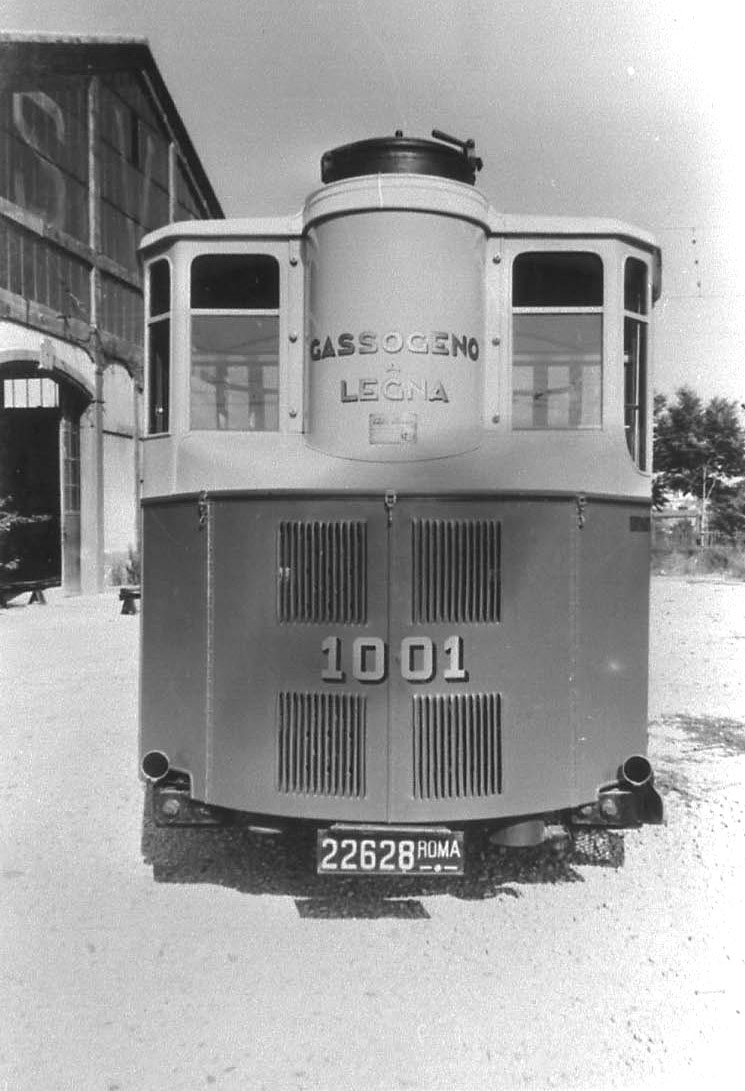
Heck mit Holzvergaser

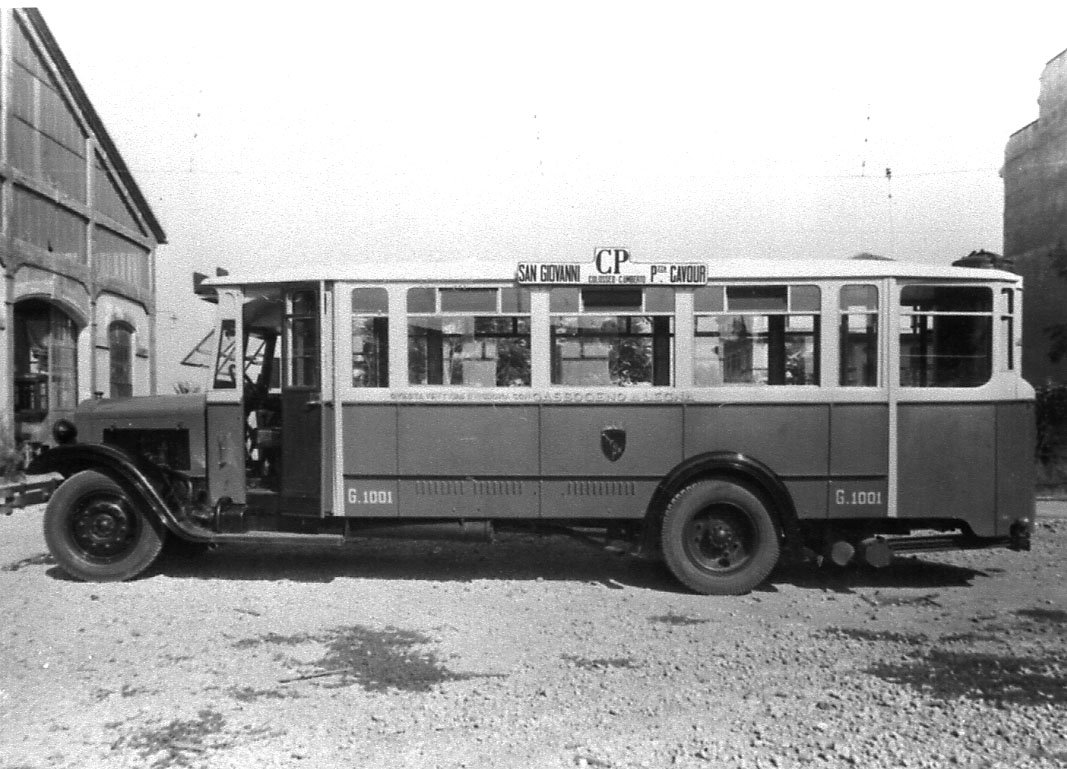
Lancia-Omicron mit Holzvergaseranlage
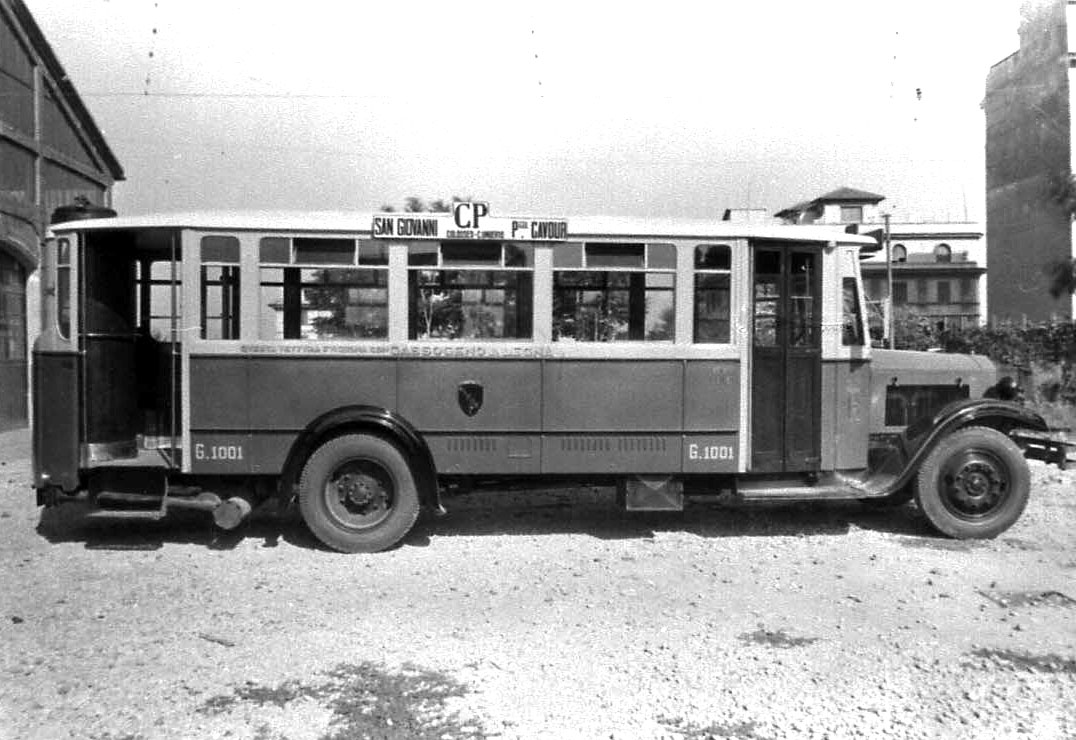
Lancia-Omicron mit Holzvergaseranlage
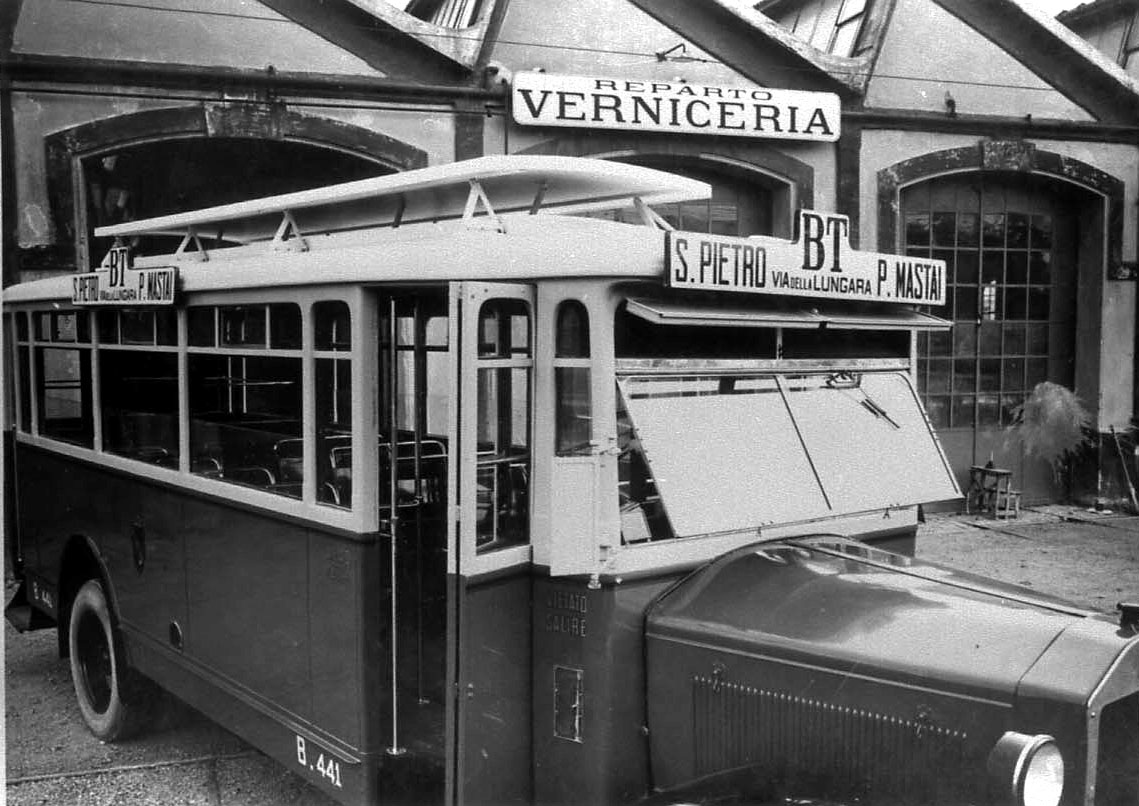
Lancia-Omicron Frontansicht und Hubdach
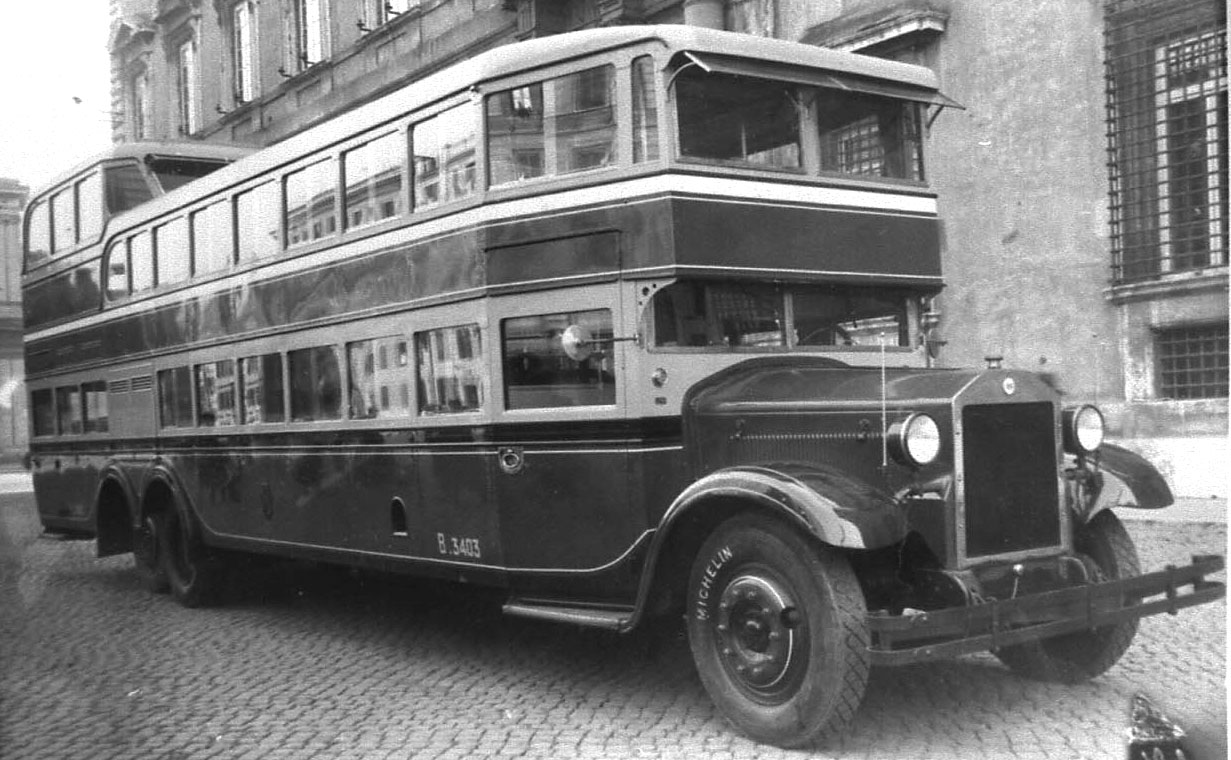
Dreiachser-Doppeldecker mit Hochdach

Der Omicron wurde von einem Sechszylindermotor angetrieben, meist mit 7068 cm³ Hubraum (Bohrung 100 mm, Hub 150 mm) und einer Leistung von 90 PS (66 kW) bei 1500/min. Durch Abklemmen des Begrenzungsreglers konnten bei 1800/min 100 PS bereitgestellt werden. Es waren aber auch kleinere Motoren lieferbar. Das Hinterachsdifferential war nicht in der Mitte, sondern weit seitlich platziert, um Freiraum für den Auspuff zu schaffen. Der Auspuff endete in Fahrzeugmitte mit einem sogenannten Fishtail, der auf der Fahrerseite bzw. links seine Öffnung hatte.  Die zunächst mechanisch betätigen Bremsen erhielten schon nach kurzer Bauzeit die von dem belgischen Ingenieur Albert Dewandre erfundene Vakuum-Servounterstützung. Diese „Dewandre-Servo-Bremse“ nutzte den Unterdruck, der im Ansaugtrakt des Motors entsteht, wenn der Fahrer den Fuß vom Gaspedal nimmt.
Der Radstand betrug 5125 mm und die Spurweite 1866 mm. Außerdem wurde anfangs eine Version mit 5920 mm Radstand gebaut. Das Fahrgestell war 2184 mm breit. Die Hinterachse hatte Zwillingsbereifung. Die Zuladung lag zwischen 6300 kg und 7700 kg. Der Tank fasste 120 l. Die Batterie hatte eine Kapazität von 160 Ah. Der Bus bot 35 Sitzplätze, konnte aber mit Stehplätzen bis zu 70 Passagiere befördern. Eine Besonderheit war das pneumatische System zum Öffnen und Schließen der Türen.